# توپ (رمان)
توپ رمانی از غلامحسین ساعدی است که در سال ۱۳۴۷ منتشر شد.
این اثر با عنوان The Cannon توسط فریدون فرخ به انگلیسی ترجمه و منتشر شده است.